# 森山泰行
森山泰行（1969年5月1日—），日本足球運動員，現效力岡崎丸安，前日本國家足球隊成員。

## 外部連結
- National Football Teams （页面存档备份，存于）
- Japan National Football Team Database
- Moriyama Yasuyukiのブログ （页面存档备份，存于）
- 森山泰行的Facebook專頁
- CLUB GORICA（クラブゴリツァ） （页面存档备份，存于）